# Diffamation

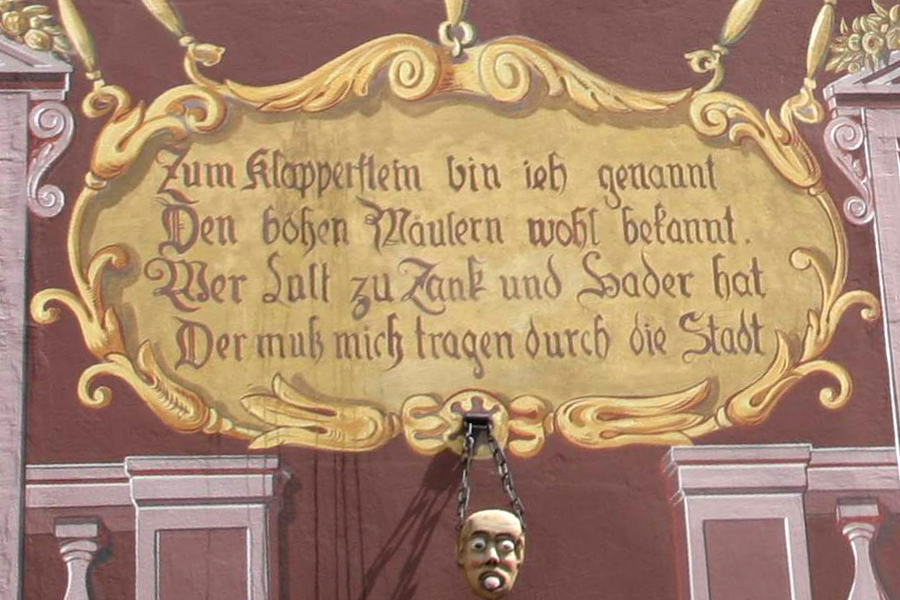
Le klapperstein : la « pierre des bavards », un exemple célèbre d'ancien supplice réservé aux personnes reconnues coupables de diffamation dans l'ancienne République de Mulhouse.

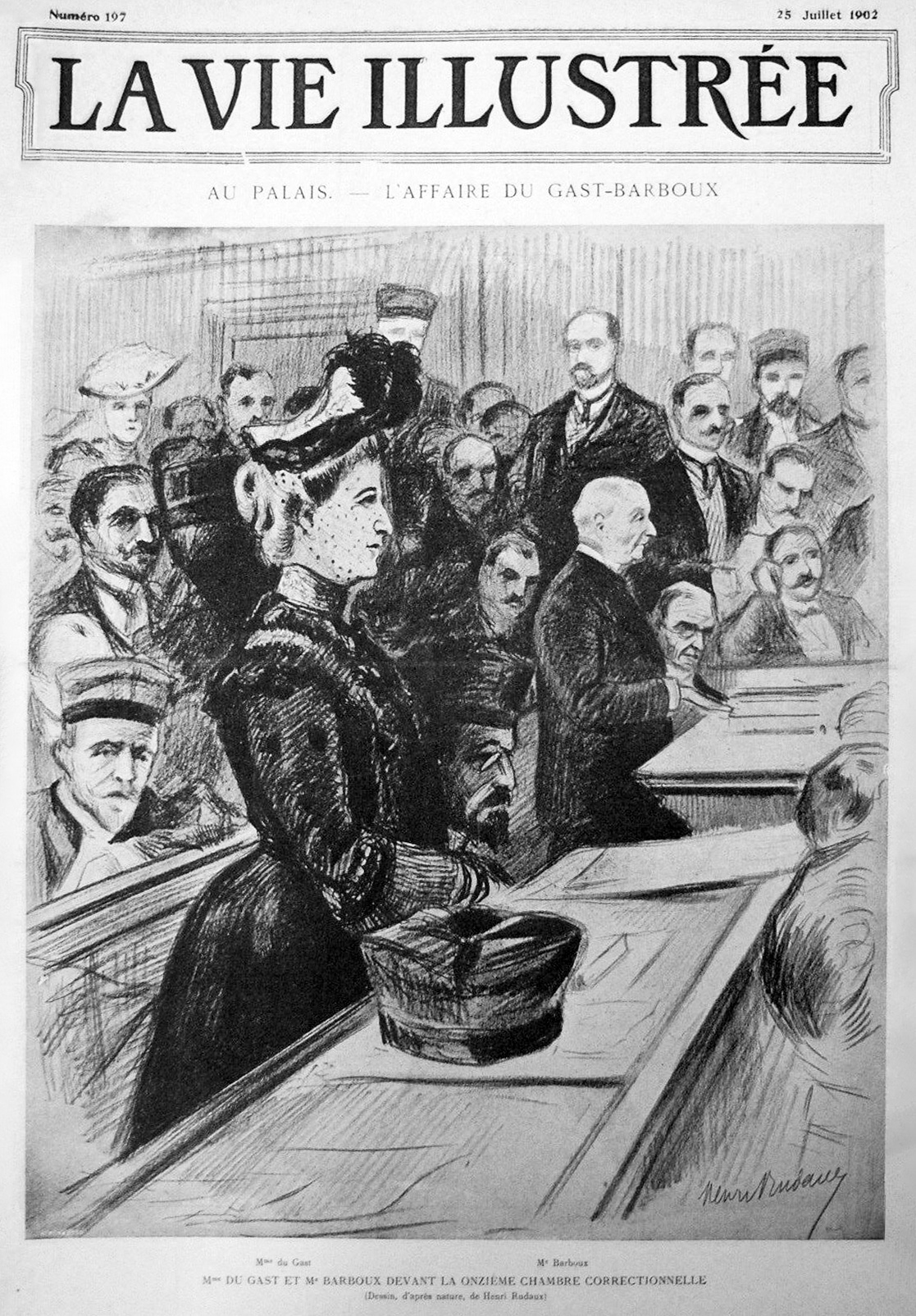
La Vie Illustrée du 25 juillet 1902. Camille du Gast devant le tribunal après sa plainte contre l'avocat Henri Barboux qui a insinué à tort qu'elle a posé nue pour le tableau Femme au masque du peintre Henri Gervex.

La diffamation est un concept juridique désignant le fait de tenir des propos portant atteinte à l'honneur d'une personne physique ou morale.
Dans certains pays, il ne peut y avoir de diffamation que si l'accusation s'appuie sur des contrevérités (ce n'est pas le cas en France, bien que l'exception de vérité puisse être utilisée comme un moyen de défense). Ce type d'infraction existe depuis le droit romain. Le délit de diffamation peut être rapproché du droit à la vie privée, qui est équilibré avec le respect du droit à la liberté d'expression. Les gouvernements qui abusent des procédures de diffamation sont accusés de manier celle-ci comme moyen de censure.

## Droit international
L'article 17 du Pacte international relatif aux droits civils et politiques de 1966 édicte que :
1. Nul ne sera l'objet d'immixtions arbitraires ou illégales dans sa vie privée, sa famille, son domicile ou sa correspondance, ni d'atteintes illégales à son honneur et à sa réputation.
2. Toute personne a droit à la protection de la loi contre de telles immixtions ou de telles atteintes.

## Droit par pays

### Allemagne
Dans la loi allemande, il n'y a pas de distinction entre la diffamation et la calomnie. Depuis 2006, le nombre de poursuites en diffamation sont en augmentation. Les infractions sont prévues par le Code pénal allemand, par les articles 90 (dénigrement du Président fédéral), 90a (dénigrement de l'État [fédéral] et de ses symboles), 90b (dénigrement inconstitutionnel des organes de la Loi fondamentale), 185 (insulte), 186 (diffamation), 187 (diffamation avec mensonges délibérés), 188 (diffamation politique avec des peines aggravées en cas d'infraction aux paragraphes 186 et 187), 189 (dénigrement d'une personne morte), et 192 (insulte avec déclarations véridiques). D'autres articles prévoient également la poursuite de ces infractions : 190 (condamnation pénale comme preuve de vérité), 193 (pas de diffamation dans la poursuite d'intérêts légitimes), 194 (demande de poursuites pénales en vertu de ces paragraphes), 199 (insulte mutuelle pouvant rester impunie), et 200 (méthode de proclamation).

### Belgique
En Belgique, les « atteintes portées à l'honneur » sont prévues dans le Chapitre V du Code pénal, articles 443 à 453bis . Quelqu'un « est coupable de calomnie lorsque la loi admet la preuve du fait imputé, et de diffamation lorsque la loi n'admet pas cette preuve » (article 443). La peine est l'emprisonnement de huit jours à un an et une amende (article 444). La dénonciation calomnieuse est punie d'un emprisonnement de quinze jours à six mois et une amende (article 445).
Dans tous les cas prévus par le chapitre V, le minimum des peines peut être doublé (article 453bis), « lorsqu'un des mobiles du délit est la haine, le mépris ou l'hostilité à l'égard d'une personne en raison de sa prétendue race, de sa couleur de peau, de son ascendance, de son origine nationale ou ethnique, de sa nationalité, de son sexe, de sa grossesse, de son accouchement, de l'allaitement, de la procréation médicalement assistée, de sa parentalité, de son prétendu changement de sexe, de son identité de genre, de son expression de genre, de ses caractéristiques sexuelles, de son orientation sexuelle, de son état civil, de sa naissance, de son âge, de son patrimoine, de sa conviction religieuse ou philosophique, de son état de santé, d'un handicap, de sa langue, de sa conviction politique ou syndicale, d'une caractéristique physique ou génétique ou de son origine et de sa condition sociales, que cette caractéristique soit présente de manière effective ou seulement supposée par l'auteur » .

### Canada

#### Droit pénal
Au Canada, deux infractions criminelles concernent la diffamation: la publication d'un libelle diffamatoire et la publication d'un libelle diffamatoire sachant qu'il est faux. Les peines sont respectivement un emprisonnement maximal de deux ans et un emprisonnement maximal de cinq ans. Le libelle diffamatoire se définit comme « une matière publiée sans justification ni excuse légitime et de nature à nuire à la réputation de quelqu’un en l’exposant à la haine, au mépris ou au ridicule, ou destinée à outrager la personne contre qui elle est publiée ». L'accusé peut opposer comme défense que la publication de la matière diffamatoire a été faite pour le bien public et que celle-ci était vraie. Toutefois, les articles du code criminel relatifs à la diffamation ne sont plus appliqués par les procureurs de la Couronne qui préfèrent laisser les tribunaux civils trancher les questions de diffamation..[citation nécessaire]

#### Québec
Le droit à la réputation étant protégé par la Charte des droits et libertés de la personne, la diffamation est une faute engageant la responsabilité civile. La nature diffamatoire des propos s’analyse selon un point de vue objectif: il faut « se demander si un citoyen ordinaire estimerait que les propos tenus, pris dans leur ensemble, ont déconsidéré la réputation d’un tiers ». La véracité des propos et l'intérêt public de ceux-ci ne permet pas à l'auteur de s'exonérer de toute responsabilité, à la différence du tort of defamation de common law.
La preuve de la diffamation se fait selon les règles de l'article 1457 du Code civil du Québec : il faut une preuve de la faute, une preuve du préjudice subi et une preuve du lien de causalité entre les deux.

#### Provinces de common law
L'arrêt Hill c. Église de scientologie de Toronto est un arrêt de principe sur la diffamation dans les provinces de common law.

### États-Unis
Aux États-Unis, des lois dites « false light (en) laws » répriment le fait de présenter une personne de façon fallacieuse. Ces lois sont limitées par la liberté d'expression, en particulier depuis New York Times Co. v. Sullivan (en), une décision de 1964 de la Cour suprême. La jurisprudence américaine a dès 1804-1805 pris en compte ces impératifs lors du procès opposant le journaliste Harry Croswell au président américain Thomas Jefferson. Alexander Hamilton, l'avocat du journaliste, avait plaidé avec succès devant la Cour suprême de l'État de New York, alors la juridiction américaine la plus importante en la matière, que le journaliste devait échapper aux poursuites en raison de la bonne foi de ses écrits, qui devait elle-même être appréciée par un jury.
Par ailleurs, plusieurs États ont adopté des lois contre la diffamation alimentaire, permettant aux producteurs d'aliments d'attaquer plus facilement en justice leurs détracteurs.
Le 26 janvier 2024, Donald Trump a été condamné par un tribunal civil de New York à verser des dommages-intérêts punitifs de 83,3 millions de dollars à l'autrice E. Jean Carroll pour l'avoir diffamée ,.

### France
En France, la diffamation est distincte de l'injure.

### Royaume-Uni
En droit britannique, la charge de la preuve revient à l'accusé, si bien que les tribunaux y acceptent largement les plaintes pour diffamation. Il en résulte une inflation des procès, du fait de la compétence des tribunaux anglais pour tout contenu accessible depuis le Royaume-Uni, soit tout l'internet anglophone[réf. nécessaire]. Cette bizarrerie juridique a transformé Londres en capitale du 'tourisme de la diffamation' (libel tourism), où des Islandais, par exemple, peuvent attaquer d'autres Islandais pour des textes postés sur internet.
Le Libel Act de 1843 a introduit très tôt d'importantes modifications pour assurer la liberté de la presse, après des campagnes menées en ce sens en Angleterre, afin de prendre en compte les nécessités de l'intérêt général et la bonne foi éventuelle du journaliste. Les journaux à scandales de la presse people de format tabloïd, la presse de caniveau (gutter press ) usent et abusent de cette liberté, mais l'opinion publique commence à réagir.
En 2007, on apprend que la presse de Rupert Murdoch a piraté les téléphones des parents d'un enfant assassiné, mais aussi de familles de victimes d'attaques terroristes et de soldats tués en Aghanistan et en Irak : à la recherche de scandales sexuels et politiques, les téléphones de milliers de personnes - 4 000 selon la police de Londres - ont été piratés . Le scandale du piratage téléphonique par News International et les poursuites judiciaires  forcent le tabloïd News of the World à cesser de paraître en juillet 2011.
En 2021, après une plainte du prince Harry, à la High Court, les journaux Mail On Sunday & MailOnline sont contraints à des excuses et de substantiels dommages - intérêts pour des articles "sans fondement, faux et diffamatoires" insinuant que le prince néglige ses obligations de capitaine général aux Royal Marines . Le prince reverse les dédommagements à la fondation des Jeux Invictus (Invictus Games Foundation ) "pour que de cette situation sorte quelque chose de bien".

### Suisse
Selon l'article 173 du Code pénal suisse , il y a diffamation quand on accuse une personne de tenir une conduite contraire à l'honneur, sauf si les affirmations sont vraies ou qu'il y avait des raisons sérieuses de le croire et qu'elles répondent à un intérêt public,. Si l'auteur sait qu'il s'agit de mensonges, c'est de la calomnie (article 174).

## Diffamation sur Internet
Aux États-Unis, la diffamation sur Internet peut amener à des actions en justice contre la personne, physique ou morale, propriétaire de l'ordinateur ayant effectué la modification.

## Critiques
Le délit de diffamation fait l'objet de critiques, notamment d'être utilisée pour des procédures-bâillon afin de dissuader les victimes d'actes délictuels de les porter devant la justice,,. Par ailleurs, plusieurs groupes militants déplorent en avoir eux-mêmes fait l'objet,.